# Senza nome e senza regole
Senza nome e senza regole (Wǒ shì shéi, titolo internazionale Who Am I?) è un film del 1998 co-scritto, co-diretto ed interpretato da Jackie Chan, e co-diretto da Benny Chan.

## Trama
Jackie Chan, un agente della CIA nativo di Hong Kong, partecipa ad una missione segreta in Sudafrica volta al recupero di alcuni frammenti di meteorite che potrebbero contenere la chiave per una nuova tecnologia militare.
Subito dopo il completamento della missione, però, alcuni dei suoi compagni tradiscono il resto del gruppo, e l'elicottero che stava trasportando Chan e la sua squadra precipita nel deserto; Chan, unico superstite, viene salvato da una tribù di indigeni, ma al risveglio si rende conto di aver perso la memoria.
Quando gli elementi corrotti della CIA lo scoprono ancora vivo, e temendo che Chan possa un domani ritrovare la memoria, inviano una squadra in Sudafrica al comando dell'agente traditore Morgan con l'incarico di eliminarlo.
Braccato dai suoi inseguitori e dalla polizia sudafricana, Chan non ha altra scelta se non quella di arrivare in fondo all'intera vicenda e scoprire i vertici della cospirazione interna all'agenzia, prima che questi riescano ad ucciderlo.